# Euselates adspersa
Euselates adspersa är en skalbaggsart som beskrevs av Moser 1906. Euselates adspersa ingår i släktet Euselates och familjen Cetoniidae. Inga underarter finns listade i Catalogue of Life.